# Zbigniew Czajkowski
Zbigniew Czajkowski (Modlin, 5 febbraio 1921 – 8 febbraio 2019) è stato uno schermidore polacco, vincitore di una medaglia di bronzo ai campionati mondiali di scherma.